# Michael Sauer
Michael Sauer (né le 7 août 1987 à Saint Cloud dans l'état du Minnesota aux États-Unis) est un joueur américain de hockey sur glace professionnel. Il évoluait au poste de défenseur.
Il est le frère de Kurt et fils de Craig Sauer qui était joueur du football américain.

## Carrière de joueur
Il a été repêché en 2e ronde, 40e au total, par les Rangers de New York au repêchage d'entrée de 2005 dans la Ligue nationale de hockey après avoir complété sa première saison dans la Ligue de hockey de l'Ouest avec les Winterhawks de Portland. Il joue deux autres saisons dans la LHOu et à sa dernière saison, en 2006-2007, il termine chez les Tigers de Medicine Hat, équipe avec laquelle il remporte la Coupe du Président après avoir vaincu les Giants de Vancouver en finale des séries éliminatoires.
Il fait ses débuts professionnels en 2007-2008 dans la Ligue américaine de hockey en jouant pour le club-école affilié aux Rangers, le Wolf Pack de Hartford. La saison suivante, il fait ses premiers pas dans la LNH en jouant trois matchs pour les Rangers.
Il devient un joueur régulier des Rangers en 2010-2011 et dispute 76 matchs avec l'équipe pour trois buts et 15 points. La saison suivante, lors du mois de décembre, il subit une commotion cérébrale à la suite d'un coup de Dion Phaneuf des Maple Leafs de Toronto et manque le restant de la saison. Il manque également la totalité de la saison 2012-2013. À l'issue de cette saison, son contrat prend fin et les Rangers ne retiennent pas leurs droits sur Saueur, qui devient agent libre sans restriction.

## Statistiques
| Saison     | Équipe                   | Ligue      |    | Saison régulière | Saison régulière | Saison régulière | Saison régulière | Saison régulière |   | Séries éliminatoires | Séries éliminatoires | Séries éliminatoires | Séries éliminatoires | Séries éliminatoires |
| Saison     | Équipe                   | Ligue      | PJ | B                | A                | Pts              | Pun              | PJ               | B | A                    | Pts                  | Pun                  |                      |                      |
| 2004-2005  | Winter Hawks de Portland | LHOu       | 32 | 2                | 11               | 13               | 10               | -                | - | -                    | -                    | -                    |                      |                      |
| 2005-2006  | Winter Hawks de Portland | LHOu       | 59 | 8                | 23               | 31               | 68               | 12               | 4 | 2                    | 6                    | 8                    |                      |                      |
| 2006-2007  | Winter Hawks de Portland | LHOu       | 33 | 4                | 8                | 12               | 46               | -                | - | -                    | -                    | -                    |                      |                      |
| 2006-2007  | Tigers de Medicine Hat   | LHOu       | 32 | 1                | 10               | 11               | 29               | 23               | 1 | 5                    | 6                    | 34                   |                      |                      |
| 2007-2008  | Wolf Pack de Hartford    | LAH        | 71 | 4                | 7                | 11               | 80               | 2                | 0 | 0                    | 0                    | 0                    |                      |                      |
| 2008-2009  | Wolf Pack de Hartford    | LAH        | 64 | 6                | 17               | 23               | 35               | 6                | 0 | 0                    | 0                    | 10                   |                      |                      |
| 2008-2009  | Rangers de New York      | LNH        | 3  | 0                | 0                | 0                | 0                | -                | - | -                    | -                    | -                    |                      |                      |
| 2009-2010  | Wolf Pack de Hartford    | LAH        | 42 | 3                | 9                | 12               | 45               | -                | - | -                    | -                    | -                    |                      |                      |
| 2010-2011  | Rangers de New York      | LNH        | 76 | 3                | 12               | 15               | 75               | 5                | 0 | 1                    | 1                    | 0                    |                      |                      |
| 2011-2012  | Rangers de New York      | LNH        | 19 | 1                | 2                | 3                | 21               | -                | - | -                    | -                    | -                    |                      |                      |
| Totaux LNH | Totaux LNH               | Totaux LNH | 98 | 4                | 14               | 18               | 96               | 5                | 0 | 1                    | 1                    | 0                    |                      |                      |